# San Rafael Número Dos
San Rafael Número Dos är en ort i Mexiko.   Den ligger i kommunen San Luis Potosí och delstaten San Luis Potosí, i den centrala delen av landet, 400 km nordväst om huvudstaden Mexico City. San Rafael Número Dos ligger 1 664 meter över havet och antalet invånare är 116.
Terrängen runt San Rafael Número Dos är en högslätt. Runt San Rafael Número Dos är det ganska tätbefolkat, med 90 invånare per kvadratkilometer. Närmaste större samhälle är Loma Prieta, 2,6 km väster om San Rafael Número Dos. Omgivningarna runt San Rafael Número Dos är i huvudsak ett öppet busklandskap.